# Joseph de Burgues de Missiessy
Le comte Joseph-Marie de Burgues de Missiessy, né le 28 février 1778 à Toulon (Var) et mort en mer le 4 mars 1827, était un marin et administrateur colonial français.

## Biographie
Il est issu d'une dynastie de marins. Son aïeul paternel, Jacques Gabriel de Burgues de Missiessy (1714-1793), était chef d'escadre des armées navales. Son père Claude Laurent de Burgues de Missiessy (1735-1818) était capitaine de vaisseau et fut ensuite brigadier des années navales et sénéchal d'épée de Toulon. Son oncle et parrain Joseph-Marie de Burgues de Missiessy (1753-1832) parvint au grade de vice-amiral. Le second, Édouard Thomas Burgues de Missiessy (1756-1837) fut vice-amiral, comte de l'Empire, préfet maritime de Toulon et membre du Conseil d'Amirauté. 
Ayant suivi son père en émigration en Espagne après le siège de Toulon (1793), Joseph entre au service de la marine espagnole. Garde de la marine en janvier 1794, enseigne de frégate en août de la même année, il est promu enseigne de vaisseau en 1802 puis lieutenant de frégate en 1804.
L'arrivée de Joseph Bonaparte sur le trône espagnol permet au jeune Missiessy de rejoindre la marine française. Il y est nommé lieutenant de vaisseau en 1809 et sert à l'état-major de l'Escaut auprès de son oncle et protecteur le vice-amiral Édouard Thomas Burgues de Missiessy. Il participe à la défense de la place d'Anvers en 1814.
En 1814, la Première Restauration le nomme capitaine de frégate. Joseph de Missiessy commande à la mer la frégate Le Vésuve de juin 1814 à juillet 1815, puis rejoint comme aide de camp son oncle Édouard Thomas Burgues de Missiessy, devenu préfet maritime de Toulon.
Placé en non-activité à compter du 1er janvier 1816, il est désigné pour occuper le poste de gouverneur par intérim de la Guyane française par une ordonnance royale du 25 décembre 1825. Missiessy prend ses fonctions à Cayenne le 26 mars 1826. Il y relève le commissaire-ordonnateur de la marine Charles de Muyssart. C'est seulement onze mois plus tard que le gouverneur en titre Freycinet, enfin parvenu dans la colonie, est installé dans ses fonctions le 15 février 1827.  
C'est lors du voyage de retour vers la métropole que Joseph de Missiessy meurt en mer, le 4 mars 1827 à bord de la  corvette de charge L'Oise, alors qu'il avait été choisi comme nouveau gouverneur du Sénégal.
Il avait été fait chevalier de la Légion d'honneur en 1811 et chevalier de Saint-Louis en 1817.

## Sources
- Dossier de Légion d'honneur de Joseph-Marie de Burgues de Missiessy.